# ウェストファリアン・ダックスブラッケ
ウェストファリアン・ダックスブラッケ（英：Westphalian Dachsbracke）は、ドイツ原産の短足のセントハウンド犬種（バセット犬種）のひとつである。別名はウェストフェーリッシュ・ダックスブラッケ（英：Westfalische Dachsbracke）、ウェストファリアン・バセット（英：Westphalian Basset）など。

## 歴史
1800年代ごろに誕生したとされる。山林などでも駆け回ることが出来る短足のセントハウンド犬種を目指し、イングリッシュ・フォクスハウンドや地元のブラッケ系犬種、そしてダックスフントを掛け合わせて作られた。
もともとノウサギやキツネ、アナウサギのセントハントに使われていたが、それに加えてイノシシやシカといった大型哺乳類のセントハントを行うのにも使われるようになった。半矢や罠にかかった獲物の血のにおいをパック又は単独で追跡し、発見すると追いかけてカミ留めを行って動けないようにする。ウサギやキツネの場合は、自ら仕留める場合も多い。カミ留めされた獲物は犬の主人によって猟銃で仕留められるのではあるが、多くの流血や重傷を負っている獲物はカミ留めの段階で絶命することもある。もともとこのように血のにおいを追跡して狩りを行うのは獲物が逃げて狩猟に失敗したり、更に罠にかかるなどして怪我をした獲物が長く苦しみながら死んでいくのを防ぐという考え方にも基づいている。又、怪我をして暴れまわることで獲物の肉に血が回り、美味しくなくなるのを防ぐという意味合いもある。ただし、現在は動物愛護などの観点により、わざと「最初から」半矢を狙った猟銃攻撃は禁止されている。ちなみに野生のシカは一撃で倒すことが難しいため、よほど腕のある猟師でないとそれは難しい。尚、本種も通常のセントハウンド犬種と同様、獲物の体臭を追跡することも可能である。尚、バセットのため走るのが遅く、このため猟師は馬を用いず徒歩で狩猟を行うことが出来、馬が入れないような場所での狩りも可能となった。
優秀な嗅覚と猟犬にしては扱いやすい気性を持ち合わせていたため、1848年に一般人の狩猟が解禁されると人気が急上昇した。1886年にこの犬種名がつけられ、1900年代にはドイツ国外にも輸出されるようになった。このうち、デンマークに渡って改良されたものはデーニッシュ・バセット（ダーニッシュ・バセットともいう）に、スウェーデンに渡って改良されたものはドレーバー（ドレーファー）に発展し、別の犬種として発展していった。
1886年にドイツのケネルクラブに公認されたが、FCIには公認されていない。公認されているのは子孫のドレーバーのみであるが、本種はドイツでは猟犬として人気のある犬種で、デーニッシュとドレーバーの愛好家からもそれぞれの先祖であるとして親しまれている。

## 特徴
子孫のドレーバーに比べると体高と声の大きさが少し小さめで、より筋肉質の猟犬らしい体つきをしている。首は太く、胴長短足である。このため走るのは早くないが、起伏の激しい山地や狭い場所でも駆け回ることが出来る。マズルは短めだが、あごの力はしっかりとしている。耳は垂れ耳、尾は飾り毛のない垂れ尾。コートは硬めのショートコートで、毛色はビーグルのようなハウンドカラーやタン・アンド・ホワイト、バーニーズ・マウンテン・ドッグのようなトライカラーなどがある。体高28〜36cmの小型犬で、性格は主人家族に忠実で従順、仕事熱心で人懐こい。しつけの飲み込みや状況判断力はよく、よほど（犬から見て）不審に見られるような人以外は基本的に好意的に接する。家庭犬として飼うのにも向いてはいるが、もとが猟犬であるため運動量は多く、パックのメンバーや主人に獲物のことを教えるために発達した吠え声は大きくよく響くため、集合住宅での飼育には不向きである。又、胴長の犬種であるため、腰に負担をかけないように肥満に注意する必要がある。ダックスフントなど多くの胴長犬種と同様、抱き方が正しくないと椎間板ヘルニアをおこす確率が高いので、この点にも注意が必要である。胴長犬種を抱くときには片手で胸を、もう片手で腰を抱えてだくのが正しい抱き方である。尚、他にかかりやすいのは関節疾患や腰痛などがある。